# Есме Говард

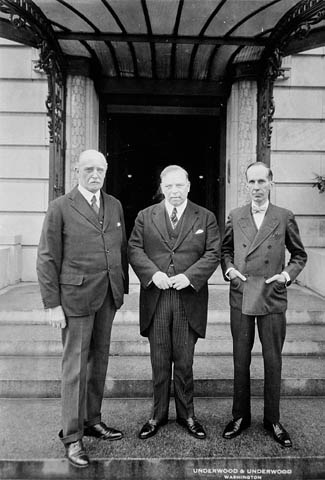
Зліва направо: Есме Говард, Маккензі Кінг i Вінсент Мессей.

Сер Есме Говард (англ. Esme Howard;  нар. 15 вересня 1863 — пом. 1 серпня 1939) — британський дипломат, член Міжсоюзної комісії для Польщі Жозефа Нуланса під час польсько-української війни, британський посол у США в 1924-1930 роках.
У  Міжсоюзній комісії для Польщі обстоював залежність можливої згоди Державного секретаріату ЗУНР на припинення вогню і перемир’я у війні з поляками від обіцянки Антанти визнати Українську Народну Республіку (частиною якої формально була ЗУНР після Акту Злуки). Пропозиція Говарда не здобула підтримки більшості комісії.